# ぎょしゃ座デルタ星
ぎょしゃ座δ星（ぎょしゃざデルタせい、δ Aur / δ Aurigae）は、ぎょしゃ座に位置する多重星である。
「主星」のAは橙色のK型巨星で、+3.83等級である。「伴星」は、Bが+10.6等級で124.4秒離れており、Cが+10.1等級で195.5秒離れている。更に、Cも二重星で、94.3秒離れた+11.4等の「伴星」Dがある。これらは全て見かけの重星で、物理的な関係はないと考えられる。
一方で、ぎょしゃ座δ星は分光連星である。多数の分光観測から求めた視線速度の周期的な変動を分析した結果、公転周期は1283.4日、軌道離心率は0.231と見積もられている。

## 名称
サンスクリット語で「創造の神」を意味するプリジパティ（Prijipati）という固有名を持つ。